# Кратер Земли Уилкса

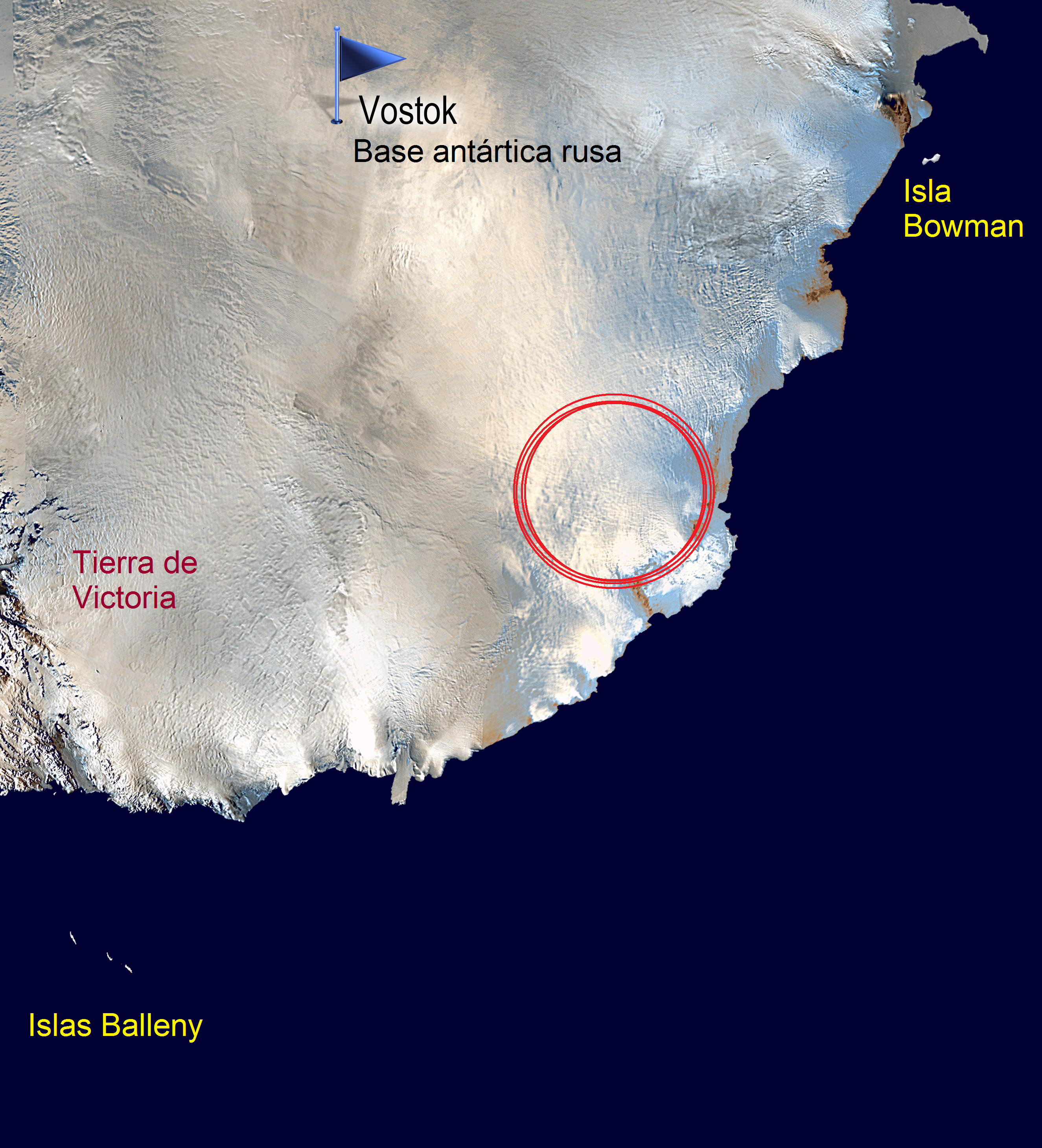

Кра́тер Земли́ Уи́лкса — геологическое образование, расположенное под ледяным щитом Антарктиды, в районе Земли Уилкса, имеющее диаметр около 500 км. Предполагается, что это гигантский метеоритный кратер.
Предположения о том, что в этом месте находится гигантский ударный кратер, высказывались ещё в 1962 году, однако до исследований GRACE достаточных доказательств найдено не было.
В 2006 году группой под руководством Ральфа фон Фрезе и Ларами Поттса, по данным измерений гравитационного поля Земли спутниками GRACE, был обнаружен массовый концентрат диаметром около 300 км, вокруг которого, по данным радиолокации, находится большая кольцевая структура. Такая комбинация характерна для ударных кратеров. Последние исследования 2009 года также показывают, что в этом месте находится именно ударный кратер.
Поскольку структура находится под Антарктическим ледяным щитом, прямые её наблюдения пока невозможны. Существуют альтернативные объяснения появления массового концентрата, такие как мантийные плюмы и другие виды крупномасштабной вулканической активности. Если это образование действительно является ударным кратером, то создавший его метеорит был примерно в 6 раз больше (примерно 60 км) метеорита, создавшего кратер Чикшулуб, который, как считается, вызвал массовое вымирание на границе мезозоя и кайнозоя.
Первоначально учёные не могли точно датировать происхождение формации, и оценивали её возраст между 500 и 100 миллионами лет. Позднее они определили её возраст примерно в 250 миллионов лет, что совпало с массовым пермским вымиранием, крупнейшим вымиранием в истории Земли, которое привело к вымиранию 96 % всех морских видов и 73 % наземных видов позвоночных. Существует гипотеза, что данное импактное событие и могло вызвать это вымирание около 250 млн лет назад.
Однако существуют и другие гипотезы о причинах массового пермского вымирания, как импактной природы, так и неимпактные.